# Асим Зец
Асим Зец (босн. Asim Zec, нар. 23 січня 1994, Бугойно, Боснія і Герцеговина) — боснійський футболіст, нападник сараєвського «Желєзнічара».

## Клубна кар'єра
Футбольну кар'єру розпочав у 2010 році в складі друголігового боснійського клубу «Іскра» (Бугойно), кольори якої захищав до 2012 року.  У липні 2012 року разом зі своїм співвітчизником Харісом Харбою перейшов до чеського клубу «Градець-Кралове». У Гамбрінус Лізі він дебютував у 8-му турі 23 вересня 2012 року в домашньому матчф проти «Млада Болеслава», вийшовши на футбольне поле на 87-й хвилині замість Ян Шишлера. «Градець» у тому поєдинку поступився з рахунком 0:1. У своєму дебютному сезоні зіграв 5 матчів, виходячи на заміну, але забитими м'ячами не відзначився. У молодіжній команді чеського клубу два рази відзначався 4-ма голами. По завершенні сезону 2012/13 років «Градець-Кралове» вилетів до Другої ліги.
У лютому 2014 року повернувся до Боснії і Герцеговини, де став гравцем «Олімпік» (Сараєво). Наступного року підсилив «Челік» (Зениця). Потім виступав у «Вележі» (Мостар). З 2016 по 2017 рік виступав у клубах «Травнік» та «Слобода» (Тузла). У 2017 році перейшов у сараєвський «Желєзнічар». Дебютував у футболці столичного клубу 24 липня 2017 року в переможному (3:1) домашньому поєдинку 1-о туру боснійської Прем'єр-ліги проти ГОШКу з Габели. Асим вийшов на поле в стартовому складі, а на 62-й хвилині його замінив Синиша Стеванович. Дебютним голом у складі «залізничників» відзначився 12 серпня 2017 року на 68-й хвилині переможного (2:1) домашнього поєдинку 4-го туру боснійської Прем'єр-ліги проти «Бораца» з Бані-Луки. Зец вийшов на поле в стартовому складі, а на 88-й хвилині його замінив Діно Хасанович.

## Кар'єра в збірній
Викликався до юнацької та молодіжної збірних Боснії і Герцеговини.
У складі збірної U-19 брав участь у матчах кваліфікації до юнацького чемпіонату Європи (U-19).

## Досягнення
«Желєзнічар»
- Кубок Боснії і Герцеговини
  -  Володар (1): 2017/18